# Porta Ligny
La porta Ligny (o porta Ligne) è stata un'antica porta militare borbonica che regolava l'accesso all'isola di Ortigia, a Siracusa. Si trovava in prossimità dell'odierno ponte Umbertino, tra riva della Posta e la Darsena lato Ortigia. È stata demolita nel 1893.

## Storia
Fu eretta nel 1673 su ordine del capitano generale del Regno di Sicilia Claude Lamoral, principe di Ligne (Belgio) durante la dominazione spagnola di Siracusa, a completamento delle mura difensive di Ortigia. A seguito del terremoto del 1693 fu riparata ed ampliata per permettere l'uso dei cannoni.
La porta fu demolita definitivamente nel 1893 durante il Regno d'Italia, secondo il Piano Regolatore del 1890 dell'ingegner Pandolfo.

## Descrizione
La fortificazione occupava una superficie di circa 240 metri quadrati, mentre la porta di passaggio era larga circa 4 metri.
Alla sommità della porta si trovava lo stemma reale di Carlo II di Spagna, scolpito nel marmo e oggi conservato al Museo Bellomo.

## Galleria d'immagini

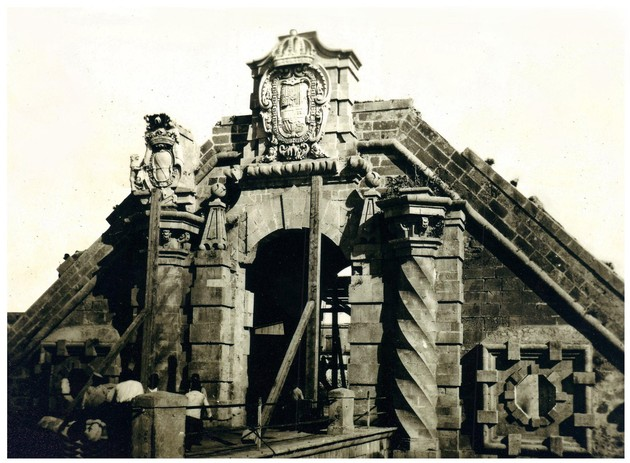
Cartolina d'epoca
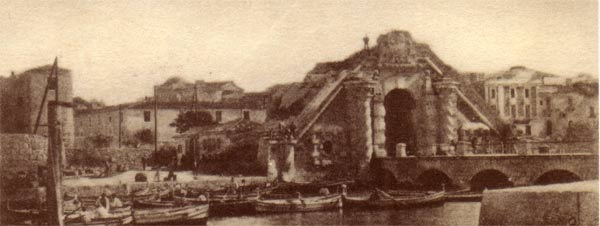
Cartolina d'epoca
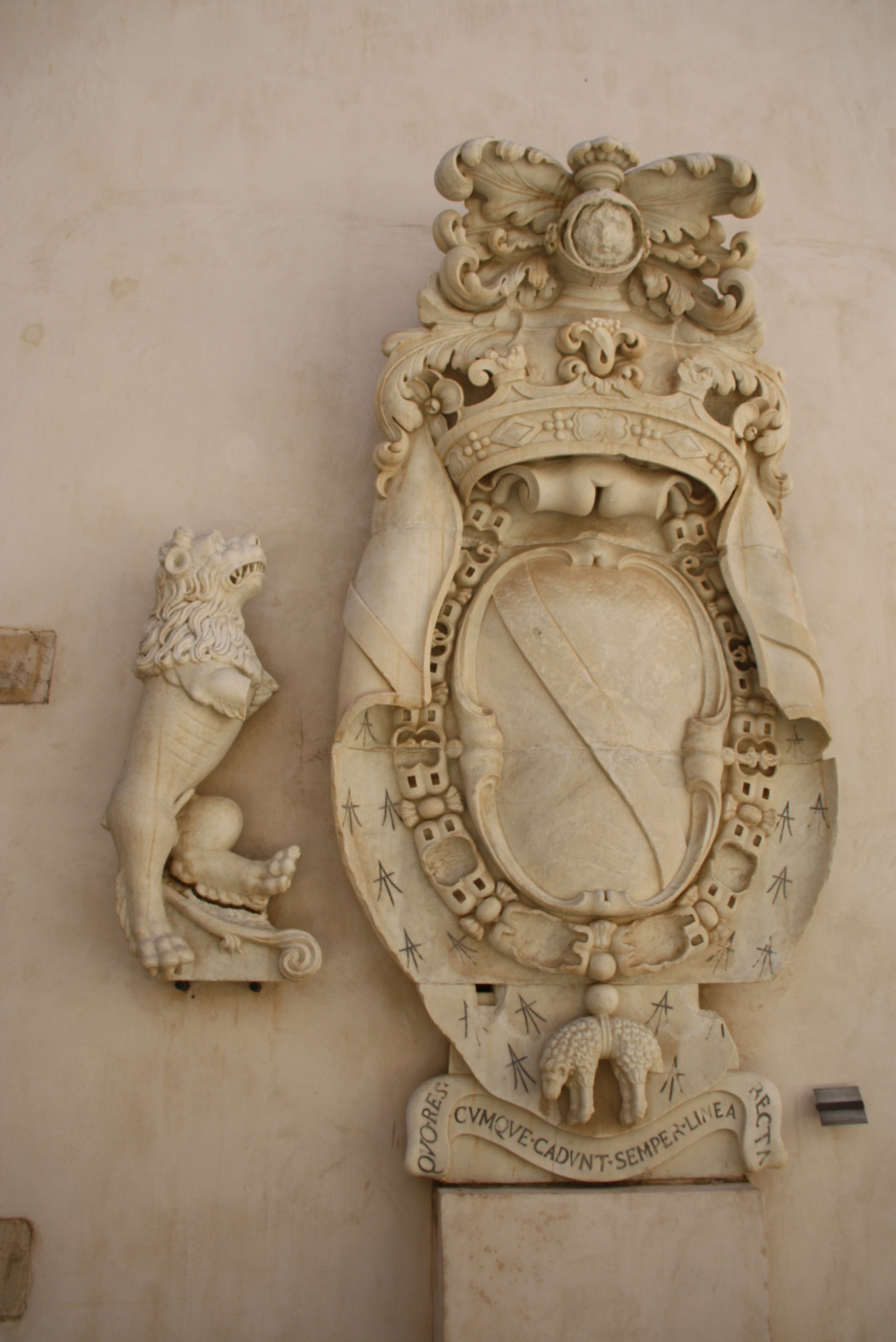
Palazzo Bellomo - Stemma di Claudio Lamoral di Ligne